# Eddie (Frasier)
Eddie es el perro de propiedad de Martin Crane, el padre de Frasier y Niles Crane, un gran Jack Russell Terrier. Eddie fue interpretado por dos perros durante el rodaje: en primer lugar por Moose, y luego por el hijo de Moose Enzo, que apareció por primera vez como un stunt double. 
Eddie es conocido por responder a Martin y Daphne con un entendimiento casi humano, pero a menudo parece burlarse de Frasier. En un episodio,Tres citas y una ruptura, Eddie se come las comidas preparadas para las citas de Frasier como si él, Eddie, supiera que las citas de Frasier no se quedaban a cenar. Uno de los gag más recurrentes era el de Eddie mirando fijamente sin cesar a Frasier, a menudo quiere algo, incrementando la molestia de Frasier. Lilith la exesposa de Frasier es la única persona a la que Eddie le teme y respeta, y cada vez que ella está cerca de Eddie hace "exactamente" lo que Lilith le ordena. 
Eddie aparece a menudo en las secuencias de cierre de algún capítulo, cuando suena la sintonía de cierre, cantado y con los créditos, en una viñeta corta generalmente relacionada con una de las anteriores bromas del capítulo. 
La fecha de nacimiento de Eddie se dio originalmente como el 7 de mayo, pero luego se cambió al 15 de mayo en el último episodio, Buenas noches, Seattle.
La inteligencia de Eddie y la capacidad para aprender trucos son muy inconsistentes, a veces, es incapaz de aprender a sentarse y otras veces mira hacia la izquierda y derecha a las órdenes de Martin. Una vez se demostró que la única palabra que entiende es su propio nombre, pero otras veces, parece entender exactamente lo que se está hablando. 
En "Domingo en el Parque con Eddie" un vecino trae una caja de cachorros afirmando que fueron engendrados por Eddie. Frasier, que no había pensado que Eddie no estaba castrado, posteriormente logra regalarlos, e insiste a Martin en que haga esterilizar a Eddie.
Con 192 episodios a sus espaldas y habiendo trabajado desde que tenía 3 años, Moose se retiró del mundo del espectáculo cuando tenía 10 años,[cita requerida] en el año 2000. Fue reemplazado por su apariencia similar por su hijo Enzo para las dos últimas temporadas de Frasier, Enzo tenía de 7 años de edad en el momento en que se hizo cargo. 
Moose murió en junio de 2006 en la casa del que fue su entrenador durante un largo tiempo.